# 春日駅 (東京都)
春日駅（かすがえき）は、東京都文京区にある、東京都交通局（都営地下鉄）の駅。

## 概要
三田線と大江戸線が乗り入れており、駅番号として、三田線にはI 12、大江戸線にはE 07がそれぞれ制定されている。所在地は、三田線が本郷四丁目、大江戸線が春日一丁目となっている。両線ともに「文京シビックセンター前」の副名称が設定されている。
当駅は東京地下鉄（東京メトロ）後楽園駅に連絡改札口（東京都交通局の管理）を介してつながっており、同社の丸ノ内線と南北線に乗り換えができる。連絡改札口は大江戸線ホーム中央の階段を下りた所に設置されている。
2013年3月16日より、この連絡改札口を経由して後楽園駅の駅構内を通過できる、駅構内通過サービスが導入された。
巣鴨駅務管区上野御徒町駅務区の管轄で、大江戸線側（連絡改札口を含む）は直営駅、三田線側は東京都営交通協力会が受託する業務委託駅である。

## 歴史
- 1972年（昭和47年）6月30日：都営地下鉄6号線、日比谷 - 巣鴨間開業と共に開業。
- 1978年（昭和53年）7月1日：都営地下鉄6号線を「三田線」に改称[4]。
- 2000年（平成12年）
  - 7月：三田線ホームにホームドアを設置。
  - 12月12日：都営大江戸線国立競技場 - 清澄白河 - 都庁前間全線開業により乗換駅になる。同時に営団地下鉄（現・東京メトロ）と乗換業務を開始（接続：後楽園駅）。
- 2007年（平成19年）3月18日：ICカード「PASMO」の利用が可能となる[5]。
- 2012年（平成24年）
  - 5月13日：大江戸線ホームにホームドアを設置。
  - 6月23日：大江戸線ホームのホームドア稼動開始。
- 2013年（平成25年）3月16日：当駅と東京メトロ後楽園駅との改札通過サービスを実施[3]。
- 2015年（平成27年）4月1日：三田線業務が日比谷駅務管理所水道橋駅務区から上野御徒町駅務管理所上野御徒町駅務区に移管される。
- 2016年（平成28年）4月1日：駅務管区制導入に伴い、巣鴨駅務管区上野御徒町駅務区の管轄となる。
- 2020年（令和2年）7月4日：A7番出入口及び清和公園方面改札口が供用開始[6]。

### 駅名の由来
近傍の町名「春日」から。計画時の仮称は「春日町」であった。春日は春日局の領地だったことに由来する。

## 駅構造
三田線は相対式ホーム2面2線の地下駅で、ホームは地下2階に、大江戸線は島式ホーム1面2線の地下駅で、ホームは地下4階にある。三田線当駅の地下1階部は、下水道函渠になっている関係から、構築は地下2階部のみとなっている。

### のりば
| 番線                          | 路線         | 行先                                         |
| ----------------------------- | ------------ | -------------------------------------------- |
| 都営三田線ホーム（地下2階）   |              |                                              |
| 1                             | 都営三田線   | 目黒・ 東急線方面                            |
| 2                             | 都営三田線   | 西高島平方面                                 |
| 都営大江戸線ホーム（地下4階） |              |                                              |
| 3                             | 都営大江戸線 | 飯田橋・都庁前・（都庁前のりかえ）光が丘方面 |
| 4                             | 都営大江戸線 | 両国・大門方面                               |

（出典：都営地下鉄:駅構内図）

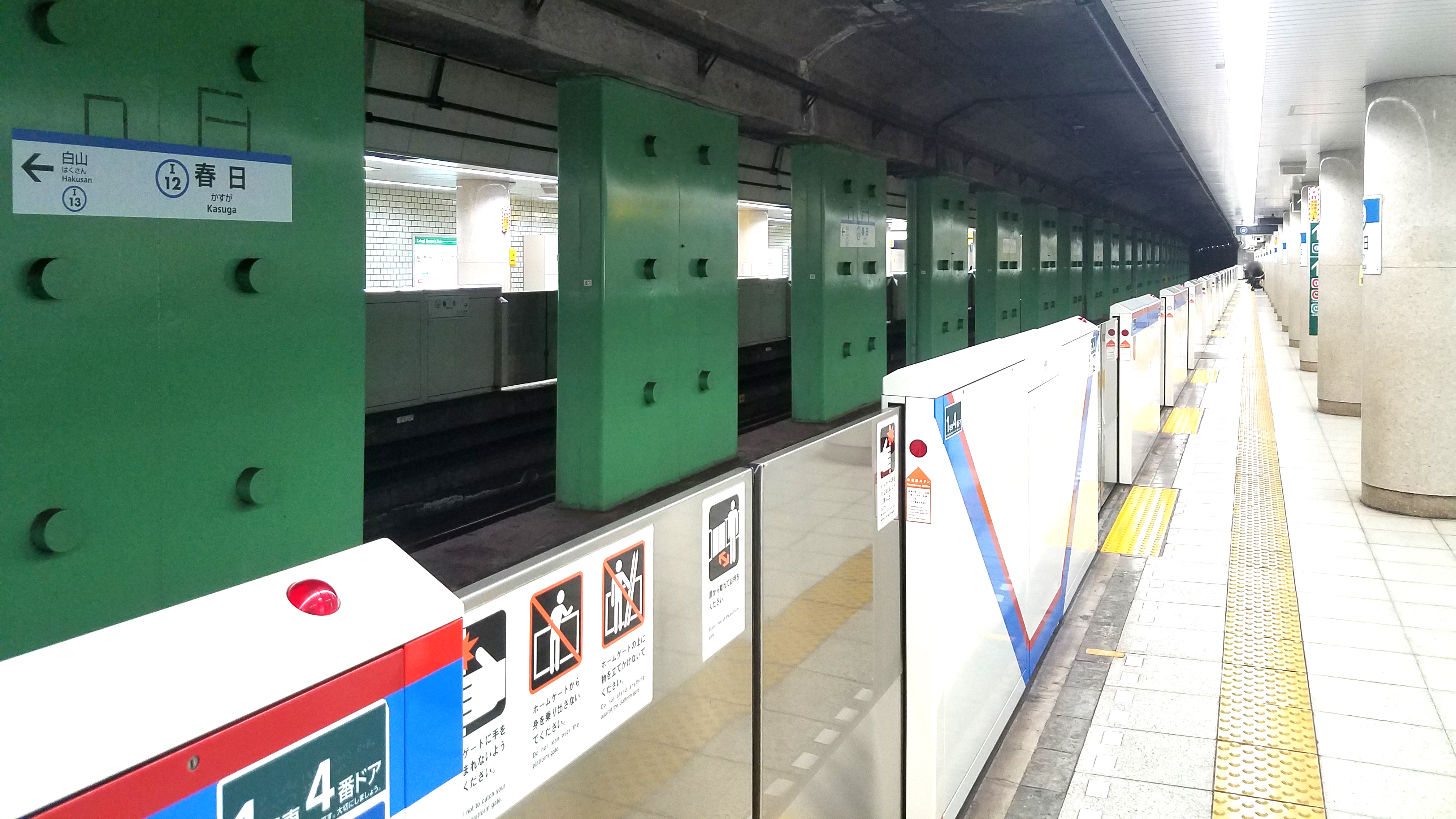
三田線ホーム（2019年12月10日）
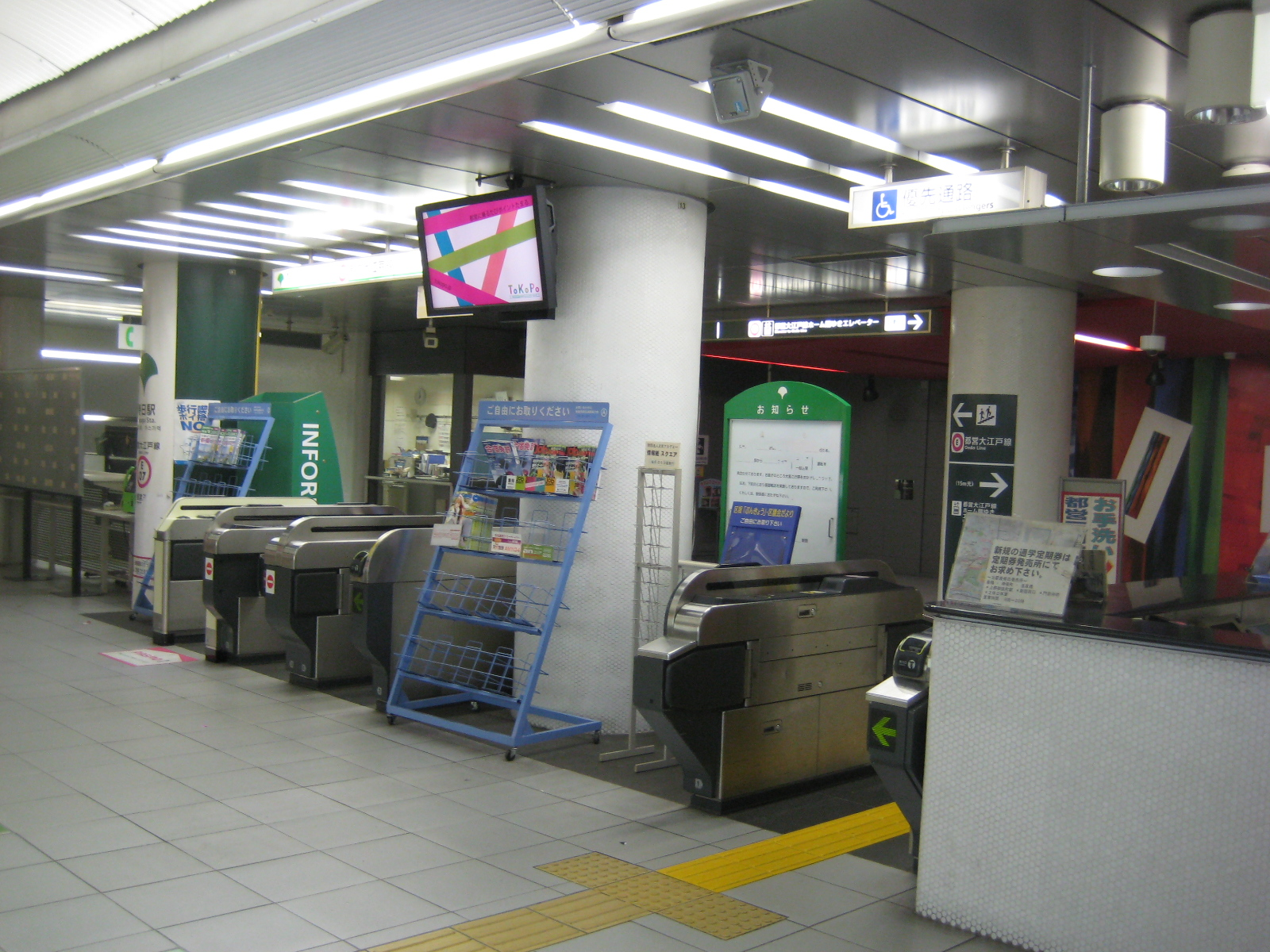
文京シビックセンター方面改札（2012年7月1日）
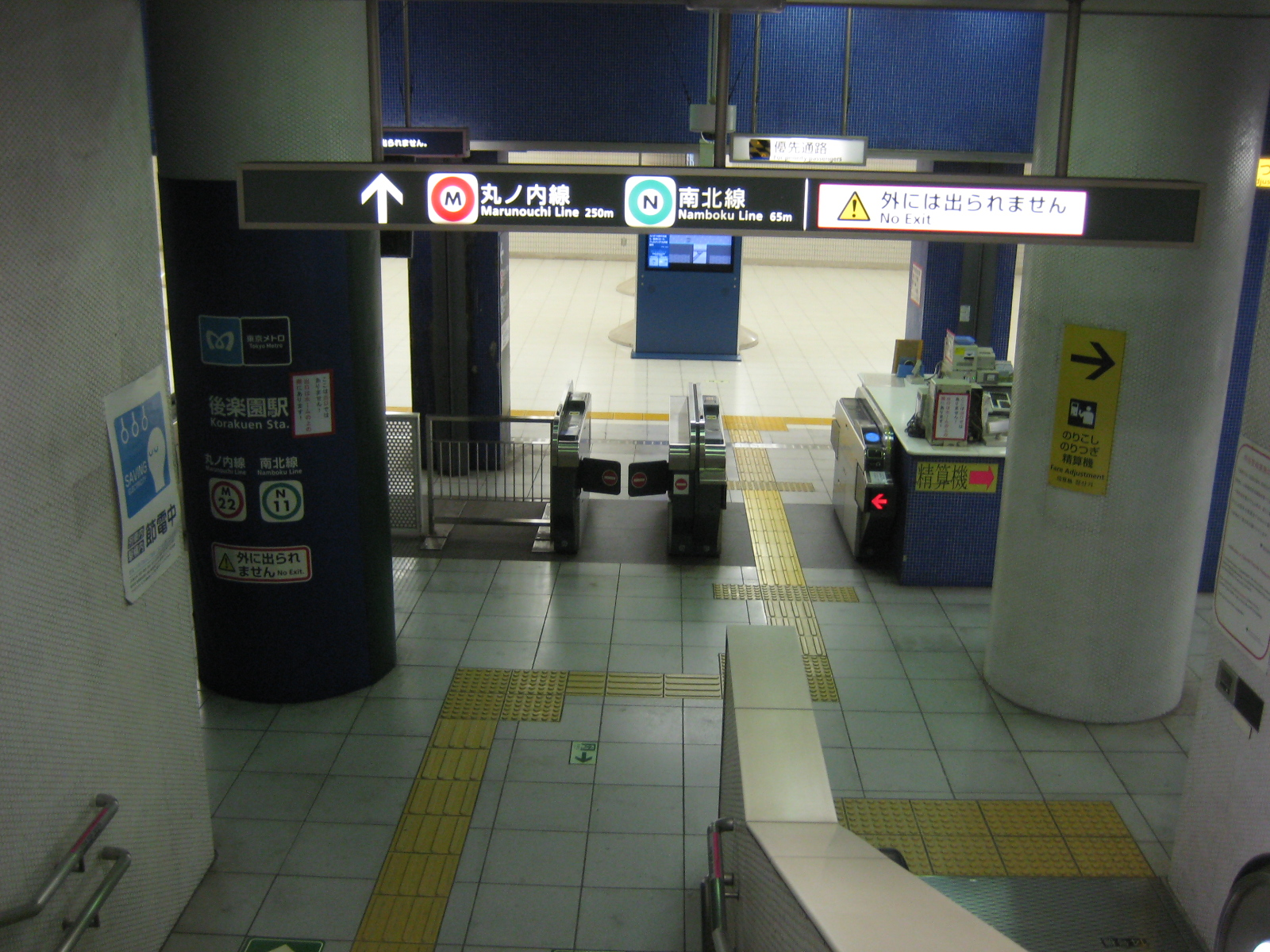
後楽園駅との連絡改札（2012年7月1日）
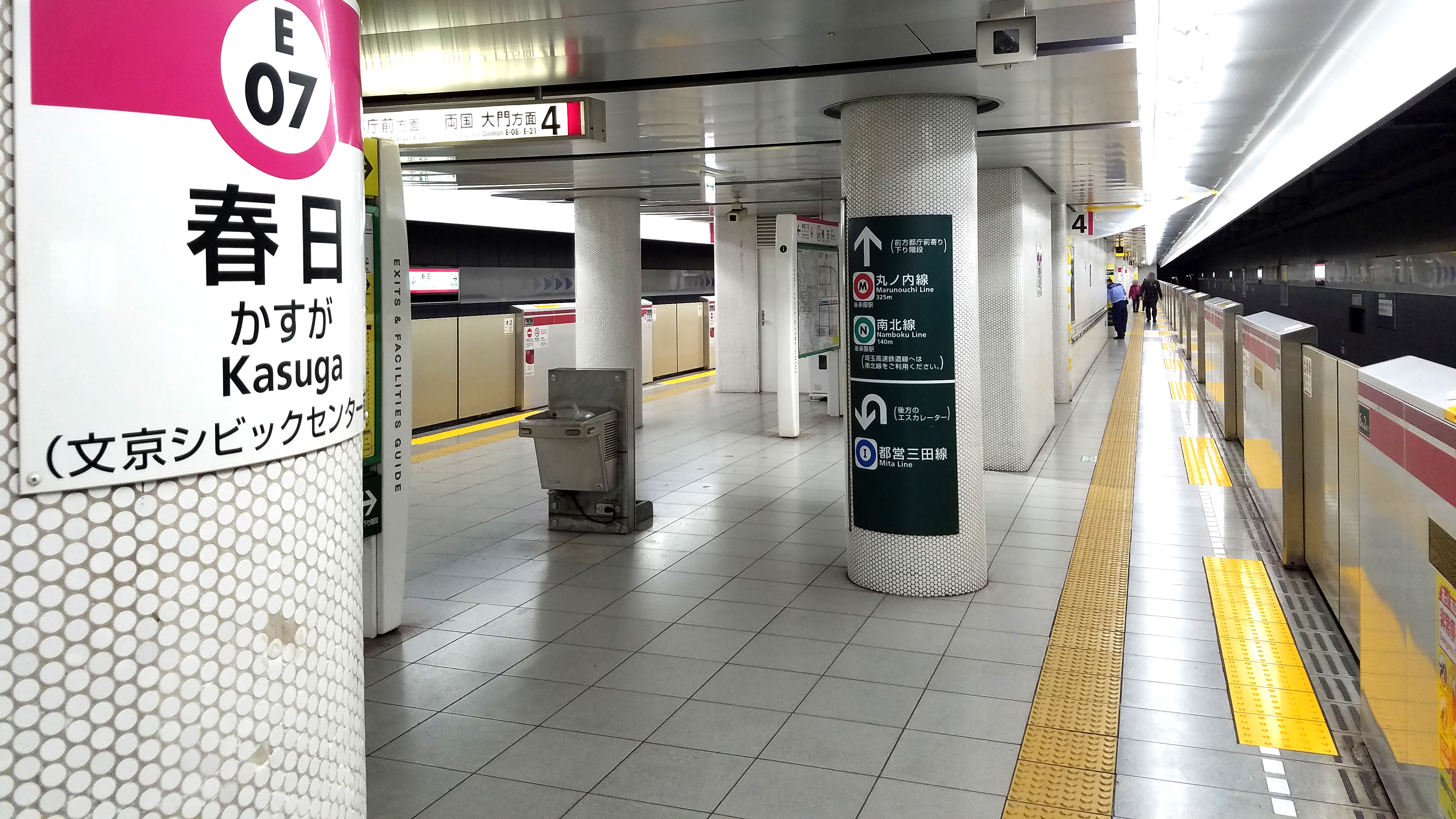
大江戸線ホーム（2019年12月1日）
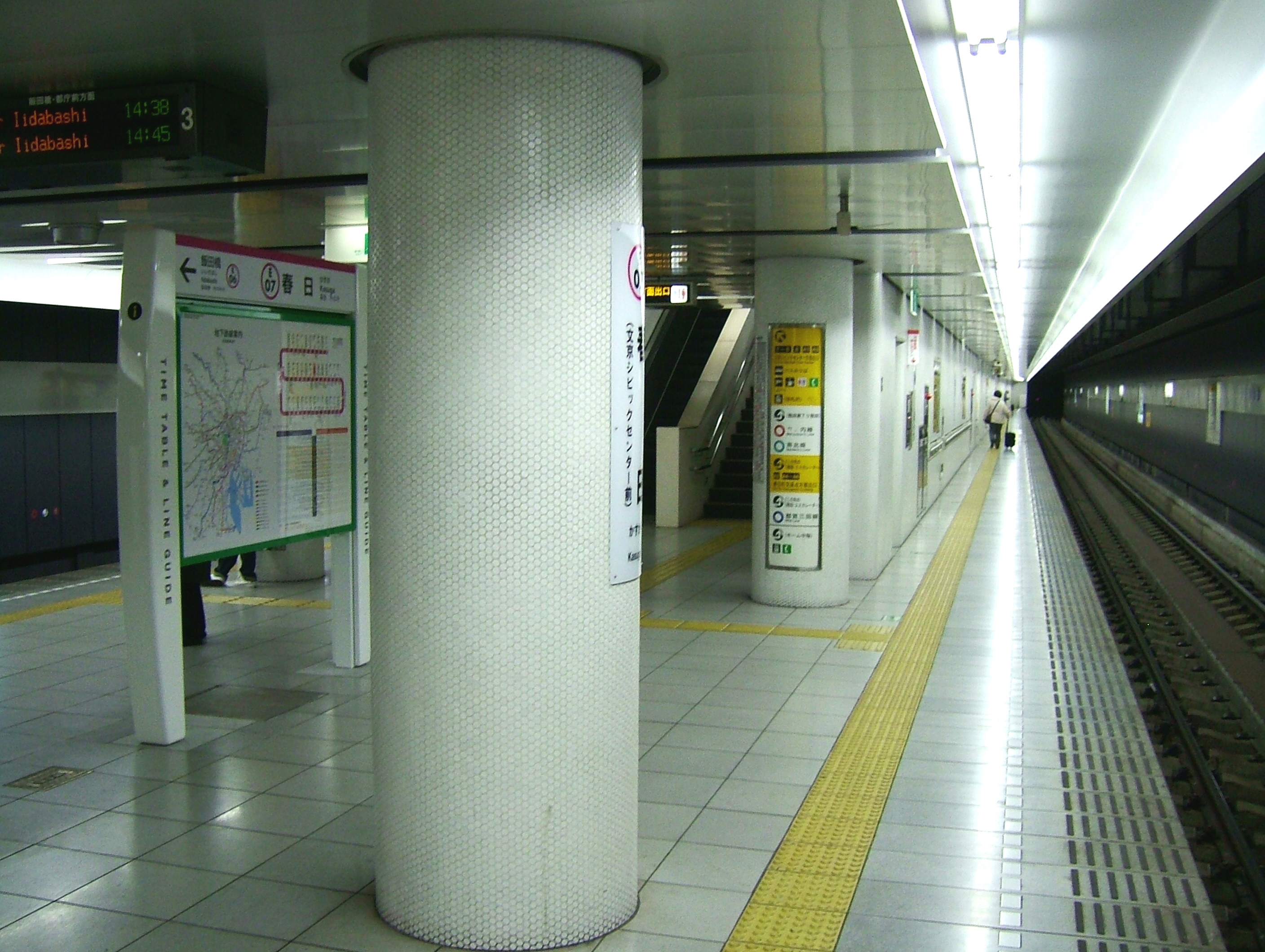
ホームドア設置前の大江戸線ホーム（2008年3月5日）

## 利用状況
- 都営地下鉄[都交 1]
  - 三田線 - 2023年度の1日平均乗降人員は67,327人（乗車人員：33,753人、降車人員：33,574人）である。
三田線全27駅の中では日比谷駅に次ぐ第7位。
  - 大江戸線 - 2023年度の1日平均乗降人員は57,449人（乗車人員：29,062人、降車人員：28,387人）である。
大江戸線全38駅の中では光が丘駅に次ぐ第11位。

### 年度別1日平均乗降人員（1974年 - 2000年）
各年度の1日平均乗降人員は下表の通りである。
| 年度               | 都営地下鉄       | 都営地下鉄 | 都営地下鉄       | 都営地下鉄 |
| 年度               | 三田線           | 三田線     | 大江戸線         | 大江戸線   |
| 年度               | 1日平均 乗降人員 | 増加率     | 1日平均 乗降人員 | 増加率     |
| ------------------ | ---------------- | ---------- | ---------------- | ---------- |
| 1974年（昭和49年） | 17,018           |            | 未開業           | 未開業     |
| 1975年（昭和50年） | 18,468           | 8.5%       | 未開業           | 未開業     |
| 1976年（昭和51年） | 19,689           | 6.6%       | 未開業           | 未開業     |
| 1977年（昭和52年） | 20,085           | 2.0%       | 未開業           | 未開業     |
| 1978年（昭和53年） | 19,797           | −1.4%      | 未開業           | 未開業     |
| 1979年（昭和54年） | 19,512           | −1.4%      | 未開業           | 未開業     |
| 1980年（昭和55年） | 21,848           | 12.0%      | 未開業           | 未開業     |
| 1981年（昭和56年） | 22,622           | 3.5%       | 未開業           | 未開業     |
| 1982年（昭和57年） | 22,618           | −0.0%      | 未開業           | 未開業     |
| 1983年（昭和58年） | 23,276           | 2.9%       | 未開業           | 未開業     |
| 1984年（昭和59年） | 24,334           | 4.5%       | 未開業           | 未開業     |
| 1985年（昭和60年） | 24,291           | −0.2%      | 未開業           | 未開業     |
| 1986年（昭和61年） | 24,855           | 2.3%       | 未開業           | 未開業     |
| 1987年（昭和62年） | 25,175           | 1.3%       | 未開業           | 未開業     |
| 1988年（昭和63年） | 25,175           | 0.0%       | 未開業           | 未開業     |
| 1989年（平成元年） | 26,466           | 5.1%       | 未開業           | 未開業     |
| 1990年（平成02年） | 27,890           | 5.4%       | 未開業           | 未開業     |
| 1991年（平成03年） | 29,265           | 4.9%       | 未開業           | 未開業     |
| 1992年（平成04年） | 29,768           | 1.7%       | 未開業           | 未開業     |
| 1993年（平成05年） | 29,714           | −0.2%      | 未開業           | 未開業     |
| 1994年（平成06年） | 29,394           | −1.1%      | 未開業           | 未開業     |
| 1995年（平成07年） | 10,619           | −63.9%     | 未開業           | 未開業     |
| 1996年（平成08年） | 27,449           | 158.5%     | 未開業           | 未開業     |
| 1997年（平成09年） | 26,513           | −3.4%      | 未開業           | 未開業     |
| 1998年（平成10年） | 25,700           | −3.1%      | 未開業           | 未開業     |
| 1999年（平成11年） | 24,997           | −2.7%      | 未開業           | 未開業     |
| 2000年（平成12年） | 28,927           | 15.7%      | 25,464           |            |

### 年度別1日平均乗降人員（2001年以降）
| 年度               | 都営地下鉄       | 都営地下鉄 | 都営地下鉄       | 都営地下鉄 | 出典       |
| 年度               | 三田線           | 三田線     | 大江戸線         | 大江戸線   | 出典       |
| 年度               | 1日平均 乗降人員 | 増加率     | 1日平均 乗降人員 | 増加率     | 交通局     |
| ------------------ | ---------------- | ---------- | ---------------- | ---------- | ---------- |
| 2001年（平成13年） | 41,000           | 41.7%      | 9,699            | −61.9%     |            |
| 2002年（平成14年） | 25,363           | −38.1%     | 14,173           | 46.1%      |            |
| 2003年（平成15年） | 26,125           | 3.0%       | 15,934           | 12.4%      |            |
| 2004年（平成16年） | 49,730           | 90.4%      | 39,474           | 147.7%     |            |
| 2005年（平成17年） | 51,198           | 3.0%       | 41,303           | 4.6%       |            |
| 2006年（平成18年） | 53,239           | 4.0%       | 43,881           | 6.2%       |            |
| 2007年（平成19年） | 55,407           | 4.1%       | 46,320           | 5.6%       |            |
| 2008年（平成20年） | 57,516           | 3.8%       | 48,335           | 4.4%       |            |
| 2009年（平成21年） | 58,483           | 1.7%       | 49,058           | 1.5%       |            |
| 2010年（平成22年） | 58,571           | 0.2%       | 49,740           | 1.4%       |            |
| 2011年（平成23年） | 57,657           | −1.6%      | 49,280           | −0.9%      |            |
| 2012年（平成24年） | 59,818           | 3.7%       | 51,624           | 4.8%       |            |
| 2013年（平成25年） | 62,007           | 3.7%       | 53,811           | 4.2%       |            |
| 2014年（平成26年） | 63,233           | 2.0%       | 54,748           | 1.7%       |            |
| 2015年（平成27年） | 65,611           | 3.8%       | 56,626           | 3.4%       |            |
| 2016年（平成28年） | 67,579           | 3.0%       | 57,826           | 2.1%       |            |
| 2017年（平成29年） | 68,823           | 1.8%       | 58,904           | 1.9%       |            |
| 2018年（平成30年） | 69,902           | 1.6%       | 60,579           | 2.8%       | [ 都交 2 ] |
| 2019年（令和元年） | 70,535           | 0.9%       | 61,322           | 1.2%       | [ 都交 3 ] |
| 2020年（令和02年） | 49,957           | −29.2%     | 43,443           | −29.2%     | [ 都交 4 ] |
| 2021年（令和03年） | 53,674           | 7.4%       | 46,253           | 6.5%       | [ 都交 5 ] |
| 2022年（令和04年） | 60,591           | 15.9%      | 52,296           | 13.1%      | [ 都交 6 ] |
| 2023年（令和05年） | 67,327           | 11.1%      | 57,449           | 9.9%       | [ 都交 1 ] |

### 年度別1日平均乗車人員（1972年 - 2000年）
各年度の1日平均乗車人員数は下表の通りである。
| 年度               | 三田線 | 大江戸線 | 出典          |
| ------------------ | ------ | -------- | ------------- |
| 1972年（昭和47年） | 5,578  | 未開業   | [ 都統計 1 ]  |
| 1973年（昭和48年） | 7,115  | 未開業   | [ 都統計 2 ]  |
| 1974年（昭和49年） | 8,586  | 未開業   | [ 都統計 3 ]  |
| 1975年（昭和50年） | 9,248  | 未開業   | [ 都統計 4 ]  |
| 1976年（昭和51年） | 9,849  | 未開業   | [ 都統計 5 ]  |
| 1977年（昭和52年） | 9,995  | 未開業   | [ 都統計 6 ]  |
| 1978年（昭和53年） | 9,773  | 未開業   | [ 都統計 7 ]  |
| 1979年（昭和54年） | 9,585  | 未開業   | [ 都統計 8 ]  |
| 1980年（昭和55年） | 10,859 | 未開業   | [ 都統計 9 ]  |
| 1981年（昭和56年） | 11,219 | 未開業   | [ 都統計 10 ] |
| 1982年（昭和57年） | 11,219 | 未開業   | [ 都統計 11 ] |
| 1983年（昭和58年） | 11,800 | 未開業   | [ 都統計 12 ] |
| 1984年（昭和59年） | 12,052 | 未開業   | [ 都統計 13 ] |
| 1985年（昭和60年） | 12,090 | 未開業   | [ 都統計 14 ] |
| 1986年（昭和61年） | 12,389 | 未開業   | [ 都統計 15 ] |
| 1987年（昭和62年） | 12,490 | 未開業   | [ 都統計 16 ] |
| 1988年（昭和63年） | 12,665 | 未開業   | [ 都統計 17 ] |
| 1989年（平成元年） | 13,188 | 未開業   | [ 都統計 18 ] |
| 1990年（平成02年） | 13,879 | 未開業   | [ 都統計 19 ] |
| 1991年（平成03年） | 14,524 | 未開業   | [ 都統計 20 ] |
| 1992年（平成04年） | 14,812 | 未開業   | [ 都統計 21 ] |
| 1993年（平成05年） | 14,770 | 未開業   | [ 都統計 22 ] |
| 1994年（平成06年） | 14,587 | 未開業   | [ 都統計 23 ] |
| 1995年（平成07年） | 14,112 | 未開業   | [ 都統計 24 ] |
| 1996年（平成08年） | 12,994 | 未開業   | [ 都統計 25 ] |
| 1997年（平成09年） | 12,664 | 未開業   | [ 都統計 26 ] |
| 1998年（平成10年） | 12,236 | 未開業   | [ 都統計 27 ] |
| 1999年（平成11年） | 12,056 | 未開業   | [ 都統計 28 ] |
| 2000年（平成12年） | 11,899 | 5,264    | [ 都統計 29 ] |

### 年度別1日平均乗車人員（2001年以降）
| 年度               | 三田線 | 大江戸線 | 出典          | 出典       |
| 年度               | 三田線 | 大江戸線 | 東京都        | 交通局     |
| ------------------ | ------ | -------- | ------------- | ---------- |
| 2001年（平成13年） | 12,263 | 6,416    | [ 都統計 30 ] |            |
| 2002年（平成14年） | 12,573 | 7,240    | [ 都統計 31 ] |            |
| 2003年（平成15年） | 12,925 | 8,321    | [ 都統計 32 ] |            |
| 2004年（平成16年） | 13,340 | 8,647    | [ 都統計 33 ] |            |
| 2005年（平成17年） | 13,638 | 9,107    | [ 都統計 34 ] |            |
| 2006年（平成18年） | 26,260 | 22,570   | [ 都統計 35 ] |            |
| 2007年（平成19年） | 27,549 | 23,620   | [ 都統計 36 ] |            |
| 2008年（平成20年） | 28,619 | 24,652   | [ 都統計 37 ] |            |
| 2009年（平成21年） | 29,119 | 24,992   | [ 都統計 38 ] |            |
| 2010年（平成22年） | 29,225 | 25,236   | [ 都統計 39 ] |            |
| 2011年（平成23年） | 28,783 | 25,014   | [ 都統計 40 ] |            |
| 2012年（平成24年） | 29,869 | 26,207   | [ 都統計 41 ] |            |
| 2013年（平成25年） | 31,011 | 27,279   | [ 都統計 42 ] |            |
| 2014年（平成26年） | 31,657 | 27,695   | [ 都統計 43 ] |            |
| 2015年（平成27年） | 32,898 | 28,587   | [ 都統計 44 ] |            |
| 2016年（平成28年） | 33,900 | 29,168   | [ 都統計 45 ] |            |
| 2017年（平成29年） | 34,523 | 29,681   | [ 都統計 46 ] |            |
| 2018年（平成30年） | 35,069 | 30,541   | [ 都統計 47 ] | [ 都交 2 ] |
| 2019年（令和元年） | 35,381 | 30,947   | [ 都統計 48 ] | [ 都交 3 ] |
| 2020年（令和02年） | 25,025 | 21,931   |               | [ 都交 4 ] |
| 2021年（令和03年） | 26,839 | 23,435   |               | [ 都交 5 ] |
| 2022年（令和04年） | 30,333 | 26,512   |               | [ 都交 6 ] |
| 2023年（令和05年） | 33,753 | 29,062   |               | [ 都交 1 ] |

備考
1. ↑  1972年6月30日開業。開業日から1973年3月31日までの計275日間を集計したデータ。
2. ↑  2000年12月12日開業。開業日から翌年3月31日までの計110日間を集計したデータ。
3. ↑  2006年度以降の乗車人員は、大江戸線との乗換人員を含む値。
4. ↑  2006年度以降の乗車人員は、三田線との乗換人員を含む値。

## 駅周辺
- 後楽園駅（東京メトロ）
- 水道橋駅（JR東日本）・（都営地下鉄）
- メトロ・エム後楽園
- 東京ドームシティ
  - 東京ドーム
  - 東京ドームシティアトラクションズ
  - ラクーア
  - プリズムホール
  - 東京ドームホテル
  - 後楽園ホール
- 文京シビックセンター（文京区役所）
  - 文京シビックホール
- 東京都戦没者霊苑
- 礫川公園
- 小石川大神宮
- 講道館
- 尚美ミュージックカレッジ専門学校
- 読売理工医療福祉専門学校
- 中央大学大学院理工学研究科・理工学部（後楽園キャンパス）
- 中央大学高等学校
- 東京大学 本郷キャンパス
- 交通局春日庁舎（お忘れ物センター）
- 警視庁 富坂警察署
- 源覚寺（こんにゃくゑんま）
- 伝通院
- マルエツ 春日駅前店

## バス路線
東京都交通局の「春日駅前（文京シビックセンター前）」および、文京区コミュニティーバス Bーぐるの「文京シビックセンター」および「文京小石川クリニック」停留所が最寄りである。なお、「春日駅前」停留所は2000年12月11日まで「文京区役所前」という名称であった。
- 春日駅前（文京シビックセンター前） 停留所
  - 1番のりば
    - 都営バス
      - 都02：錦糸町駅前行
      - 都02乙：一ツ橋行（平日朝のみ）
      - 上60：上野公園行
      - 上69：上野公園（循環）

  - 2番のりば
    - 都営バス
      - 都02：大塚駅前行・大塚二丁目行
      - 都02乙：池袋駅東口行
      - 上69：小滝橋車庫前行

  - 3番のりば
    - 都営バス
      - 上60：大塚駅前行・池袋駅東口行

  - 4番のりば
    - 都営バス
      - 都02（平日のみ）・都02乙：東京ドームシティ行
- 文京シビックセンター 停留所（春日駅前4番のりばと同じ場所）
  - 日立自動車交通
    - Bーぐる 千駄木・駒込ルート:ラクーア行
    - Bーぐる 目白台・小日向ルート:江戸川橋駅・椿山荘・護国寺駅・茗荷谷駅 方面行
    - Bーぐる 本郷・湯島ルート:春日一丁目行
- 文京小石川クリニック 停留所（三田線 春日駅 そば）[14]
  - 日立自動車交通
    - Bーぐる 千駄木・駒込ルート:白山下・千駄木駅・南北線駒込駅 方面行
- 春日一丁目 停留所
  - 5番のりば
    - 都営バス
      - 都02乙：一ツ橋行（平日朝のみ）

  - 日立自動車交通
    - Bーぐる 本郷・湯島ルート:湯島総合センター・順天堂病院前・御茶ノ水駅・新御茶ノ水駅・湯島天神入口・湯島駅・上野松坂屋前 方面行

## 隣の駅
東京都交通局（都営地下鉄）
 都営三田線
水道橋駅 (I 11) - 春日駅 (I 12) - 白山駅 (I 13)
 都営大江戸線
飯田橋駅 (E 06) - 春日駅 (E 07) - 本郷三丁目駅 (E 08)